# I Saw Red
«I Saw Red» es una canción de la banda de glam metal estadounidense Warrant, publicada en diciembre de 1990 como segundo sencillo del álbum Cherry Pie. Se convirtió rápidamente en uno de los sencillos más exitosos en la historia de la banda, alcanzando la posición No. 10 en la lista Billboard Hot 100, la No. 14 en Mainstream Rock Tracks y la No. 36 en las listas de éxitos australianas. Se trata de una melancólica balada de piano que el vocalista Jani Lane escribió cuando descubrió a su novia en la cama con su mejor amigo (el mejor amigo de Lane), entrando después en una crisis nerviosa.

## Listas de éxitos
| Lista (1990-91)              | Posición |
| ---------------------------- | -------- |
| Australia (ARIA)             | 36       |
| Canadá                       | 17       |
| EE. UU. Billboard Hot 100    | 10       |
| EE. UU. Billboard Top Tracks | 14       |